# 楚格州
楚格州（德語、羅曼什語：Zug，法語：Zoug，意大利語：Zugo）位於瑞士中部，是該國面積的第三小的州份，僅比巴塞爾城市州及內阿彭策爾州兩個州大。

## 名称
楚格（Zug）这个名字来源于古高地德语词汇Zug，意思是“拉”、“抓（鱼）”或者“拉渔网”。进入中古高地德语时期之后，这个单词的意思变成了法律术语，即“捕鱼正义”或者“捕鱼”，这个通用词在当地的含义就是“一个地方”或者“一个允许你捕鱼的地方”。后来转化为特指当地捕鱼产生的定居点，最终变成了定居点的名字。
随着时间的推移，Zug这个字的意义也逐渐扩展到了“火车”的意思，这种意义的转变大概发生在19世纪，随着铁路运输的兴起。“Zug”这个词开始专门用来指代火车或铁路服务。
“Zug”在德语中的发音是 [tsuːk]。其中，“Z”发音类似于英文的“ts”，“u”发长音，类似于中文的“乌”或者英文tool中的"oo"，“g”则发音为硬音，类似于“克”但更短促。所以，整体发音可以理解为“茨乌克”，听起来有些像“tsuːk”。

## 地理
楚格州西鄰阿爾高州及琉森州，北接蘇黎世州，南面與東面與施維茨州接壤。楚格州位於丘陵起伏的高原上，州內最高點為维尔德峰（海拔1580米）。境內主要的湖泊計有楚格湖及埃格里湖。楚格州的主要河流是洛尔策河，它把楚格湖和埃格里湖連接起來，然後流向西北方與羅伊斯河匯合。

## 人口
該州2002年人口大約100,900，主要信奉羅馬天主教，主要語言是瑞士德語的瑞士中部方言。在1814年以前楚格州屬於康斯坦茨教区，後來被編入巴塞尔教区。

## 經濟
主要工業有金屬品製造業、紡織業、機械製造業、電子業及製造Kirsch（一種含酒精飲品）。
楚格州的稅率為全國最低，因此吸引了不少企業到其首府楚格市成立總部。

## 交通
楚格州有鐵路連接琉森及蘇黎世，兩段鐵路於Arth-Goldau滙合，Arth-Goldau是貫通德瑞意的聖哥達鐵路的其中一站。

## 市鎮
由於楚格州面積太小，所以沒有分區，而市鎮級行政區共有11個，包括楚格（Zug）、上埃格里（Oberägeri）、下埃格里（Unterägeri）、门青根（Menzingen）、巴尔（Baar）、卡姆（Cham）、许嫩贝格（Hünenberg）、施泰因豪森（Steinhausen）、里施（Risch）、瓦尔希维尔（Walchwil）和诺伊海姆（Neuheim）。

## 外部連結
- 楚格州官方網站 （页面存档备份，存于）（德語）
- 官方統計數字
- 楚格州與蘇黎世州邊境的照片 （页面存档备份，存于）

1. ↑  . Talkpal.   [2024-10-26]. （原始内容存档于2025-06-20） （美国英语）.
2. ↑  . Forvo.   [2024-10-26]. （原始内容存档于2015-11-24）.